# Sdaёtsja kvartira s rebёnkom
Sdaёtsja kvartira s rebёnkom (Сдаётся квартира с ребёнком) è un film del 1978 diretto da Viktor Krjučkov.

## Trama
I genitori del tredicenne Andrej sono andati in viaggio d'affari all'estero e hanno affittato un appartamento (insieme al bambino) a una studentessa del conservatorio Nina Korableva. La ragazza è riuscita a conquistare il rispetto dell '"adolescente difficile". Ma un giorno un ragazzo con spontaneità infantile è intervenuto nella vita personale del suo maestro.